# Votação no Conselho da União Europeia
| Estado-membro  | População | População | Nice | Nice | Penrose | Penrose |
| Germany        | 82m       | 16.7%     | 29   | 8.4% | 9       | 9.3%    |
| France         | 63m       | 12.8%     | 29   | 8.4% | 8       | 8.2%    |
| Reino Unido    | 60m       | 12.3%     | 29   | 8.4% | 8       | 8.2%    |
| Italy          | 59m       | 11.9%     | 29   | 8.4% | 8       | 8.2%    |
| Spain          | 44m       | 8.9%      | 27   | 7.8% | 7       | 7.2%    |
| Poland         | 38m       | 7.7%      | 27   | 7.8% | 6       | 6.2%    |
| Romania        | 22m       | 4.4%      | 14   | 4.1% | 5       | 5.2%    |
| Netherlands    | 16m       | 3.3%      | 13   | 3.8% | 4       | 4.1%    |
| Greece         | 11m       | 2.3%      | 12   | 3.5% | 3       | 3.1%    |
| Portugal       | 11m       | 2.1%      | 12   | 3.5% | 3       | 3.1%    |
| Belgium        | 11m       | 2.1%      | 12   | 3.5% | 3       | 3.1%    |
| Czech Republic | 10m       | 2.1%      | 12   | 3.5% | 3       | 3.1%    |
| Hungary        | 10m       | 2.0%      | 12   | 3.5% | 3       | 3.1%    |
| Sweden         | 9.2m      | 1.8%      | 10   | 2.9% | 3       | 3.1%    |
| Austria        | 8.3m      | 1.7%      | 10   | 2.9% | 3       | 3.1%    |
| Bulgaria       | 7.7m      | 1.6%      | 10   | 2.9% | 3       | 3.1%    |
| Denmark        | 5.4m      | 1.1%      | 7    | 2.0% | 2       | 2.1%    |
| Slovakia       | 5.4m      | 1.1%      | 7    | 2.0% | 2       | 2.1%    |
| Finland        | 5.3m      | 1.1%      | 7    | 2.0% | 2       | 2.1%    |
| Ireland        | 4.2m      | 0.9%      | 7    | 2.0% | 2       | 2.1%    |
| Lithuania      | 3.4m      | 0.7%      | 7    | 2.0% | 2       | 2.1%    |
| Latvia         | 2.3m      | 0.5%      | 4    | 1.2% | 2       | 2.1%    |
| Slovenia       | 2.0m      | 0.4%      | 4    | 1.2% | 2       | 2.1%    |
| Estonia        | 1.3m      | 0.3%      | 4    | 1.2% | 1       | 1.0%    |
| Cyprus         | 0.77m     | 0.2%      | 4    | 1.2% | 1       | 1.0%    |
| Luxembourg     | 0.46m     | 0.1%      | 4    | 1.2% | 1       | 1.0%    |
| Malta          | 0.40m     | 0.1%      | 3    | 0.9% | 1       | 1.0%    |
| União Europeia | 493m      | 100%      | 345  | 100% | 97      | 100%    |

Os procedimentos para as votações no Conselho da União Europeia são descritos nos tratados da União. O Conselho da União Europeia foi instituído sob este nome no Tratado de Maastricht. Os processos de votação definidos, foram posteriormente alterados pelos tratados que lhe sucederam (Tratado de Amesterdão, Tratado de Nice e os Tratados de Adesão) para acomodar o número crescente de Estados-membros da UE, e estão atualmente regulamentados com base no Tratado de Nice. Eles serão alterados pelo Tratado de Lisboa.

## As decisões não requerem unanimidade
Aqui está uma visão geral do sistema atualmente utilizado e do proposto para o Conselho da União Europeia. A seguir só se aplica a determinada legislação, enquanto outros exigem a unanimidade entre todos os membros do Conselho.
Quando o Conselho não está a agir com base numa proposta da Comissão, um limiar mais elevado é utilizado para passar a legislação.
Os sistemas anteriormente em vigor pelos Tratados de Maastricht (1993-1999) e de Amesterdão (1999-2003) não estão enunciados.

### Tratado de Nice (em curso)
- Para passar: Maioria dos países (50% ou 67%), votos (74%) e população (62%);
- Para bloquear: Condição para passar um voto não alcançado.

Este é o sistema eleitoral vigente. Segundo o processo, cada Estado tem um número fixo de votos. O número atribuído a cada país é mais ou menos determinado pela sua população (ver tabela à direita), mas progressivamente ponderado em favor dos países menores. Para passar uma votação, as duas condições seguintes devem aplicar-se à votação por maioria qualificada (VMQ) - caminho chave do bloco de tomada de decisão na ausência de um consenso:
- A proposta deve ser apoiada por uma maioria de Estados-membros (ou dois terços, em certos casos: ver abaixo);
- A proposta deve ser apoiada por 255 votos de um total de 345 - cerca de 73,9% dos votos.

Além disso, um membro pode  solicitar a verificação da condição da população (que é, então, também necessário para a resolução ser aprovada):
- Os países que apoiam a proposta devem representar pelo menos 62% da população total da UE.

A exigência da população é quase sempre implícita pela condição do número de votos. As raras exceções a esta podem ocorrer em certos casos, quando uma proposta é apoiada por exatamente três dos seis Estados-membros mais populosos, mas não incluindo a Alemanha, ou seja, três dos seguintes: França, Reino Unido, Itália, Espanha e Polónia, e por todos ou quase todos os 21 outros membros.
Além disso, quando o Conselho Europeu não está a agir com base numa proposta da Comissão, a maioria qualificada exige o apoio de dois terços (em vez de uma maioria simples) dos Estados-Membros.
Note-se que os mecanismos pelos quais a Comissão apresente uma proposta, não podem exigir votos ponderados. Por exemplo, o Anti-Dumping Advisory Committee (ADAC) pode aprovar uma proposta de imposição de tarifas com base na maioria simples e ponderada. Desde que esta votação por maioria simples leve a uma proposta da Comissão ao Conselho, a maioria simples, eficaz, requer uma maioria qualificada para derrubá-lo (que significa votar contra uma proposta da Comissão). Isto aumenta o poder dos Estados-membros pequenos em tais circunstâncias.
As declarações da Conferência que aprovou o Tratado de Nice, continha declarações contraditórias em relação à votação por maioria qualificada (VMQ), após o alargamento da União Europeia de 25 para 27 membros: uma declaração especificando que a maioria qualificada de votos aumentaria para um máximo de 73,4%, em contradição com outra declaração que especificava uma maioria qualificada de 258 votos (74,78%), após o alargamento a 27 países. Mas os tratados de adesão, na sequência do Tratado de Nice, esclarecerem a actual maioria necessária.

### Tratado de Lisboa (previsto)
- Para passar: Maioria dos países (55% ou 72%), representando 65% da população ou condição de bloco não cumprida
- Para bloquear: Pelo menos 4 países contra a proposta ou nos casos em que, nos termos dos Tratados, nem todos os membros participem e que representem mais de 35% da população dos Estados-membros participantes, mais um membro tem de ser contra a proposta.

A Constituição previa a "dupla maioria", sistema de votação por maioria qualificada que, segundo alguns países, reflecte melhor a verdadeira dimensão das populações e ao mesmo tempo, reconhece os receios dos pequenos Estados-membros de serem rejeitados pelos países maiores. O Tratado de Lisboa adoptou este método.
A segunda condição é a de que pelo menos 4 países contra uma proposta garante que o mais populoso dos Estados-membros não pode bloquear decisões, e é importante votar em 10 cenários diferentes onde a legislação exige maioria qualificada, embora a exigência da população não é cumprida e todos os Estados-membros, excepto:
- Alemanha e França e um do Reino Unido, Itália, Espanha ou Polónia
- Alemanha e Reino Unido e um da Itália, Espanha ou Polónia
- Alemanha e Itália e um de Espanha ou Polónia
- França e Reino Unido e Itália

estão pela proposta. Na prática, tem de se ter em conta o risco político de cada minoria.

### Método Penrose (proposta)
- Para passar: Maioria de votos (61,4%)
- Para bloquear: Condição para passar um voto não alcançado.

A Polónia propôs o método de Penrose (coloquialmente chamado de "raiz quadrada" do sistema) que diminuiria a ponderação de votos entre o maior e o menor dos países em termos de população. A República Checa apoiou este método para uma medida, mas advertiu para não haver um veto poloco sobre esta matéria. Todos os outros estados permaneceram contra. Após anteriormente se ter recusando a discutir a questão, o governo alemão decidiu incluí-la para uma discussão no Conselho de junho. A percentagem declarou o método com uma boa teoria, e é conhecido como o "Compromisso de Jagiellonian".

## Disposições futuras
Um dos pontos-chave do Conselho Europeu de junho de 2007 foi a demanda da Polónia para uma mudança no sistema de votação proposto no Conselho da União Europeia.
Depois de duras negociações na Cimeira Europeia, chegaram a acordo sobre um compromisso no início da manhã de 23 de junho de 2007. Segundo o compromisso, as atuais regras de votação do Tratado de Nice continuam em vigor até 2014. Entre 2014 e 2017, uma fase de transição terá lugar, e onde as regras da maioria qualificada seriam aplicadas (ver acima), mas as regras do Tratado de Nice poderiam ser aplicadas caso um dos Estados-membros assim o desejasse. Também a partir de 2014 uma nova versão do "Compromisso de Ioannina" de 1994 entrará em vigor, que permite que pequenas minorias de Estados da UE possam pedir o reexame das decisões da UE que não gostam.

## Decisões que requeiram unanimidade
Atualmente, a maioria qualificada é usada para passar determinada legislação, enquanto outros exigem a unanimidade entre todos os membros do Conselho. Nos termos da proposta do Tratado de Lisboa, que tem de ser ratificado por todos os Estados-membros para que possa entrar em vigor, as decisões em mais 54 áreas políticas serão tomadas com maioria qualificada, deixando as restantes questões sensíveis serem decididas por unanimidade (incluindo impostos, política social, defesa, política externa e revisão do Tratado).
Os defensores argumentam esta alteração como necessária, a fim de agilizar a tomada de decisões e evitar um novo impasse no alargamento da União Europeia. Outros vêem a mudança como uma perda de soberania de cada um dos Estados-membros, por ele, efetivamente, abolir o veto nacional em muitas áreas.